# 오토 프룬들리히
오토 프룬들리히(Otto Freundlich, 1878년 7월 10일~1943년 3월 9일)는 유대인 출신의 독일의 화가이자 조각가이다. 서양 미술의 첫 번째 세대 추상화가 중 한 명인 프룬틀리히는 입체주의의 열렬한 추종자였다. 그는 1943년 홀로코스트로 인해 마이다네크 강제수용소에서 살해되었다.

## 생애
프룬들리히는 프로이센 포메라니아주 슈톨프에서 태어났다. 그의 어머니는 작가 사무엘 루블린스키(Samuel Lublinski)의 사촌이었다. 프룬들리히는 예술가가 되기로 결심하기 전에 치과의학을 공부했다. 그는 1908년 파리로 가서 몽마르트르의 바토 라부아르에서 파블로 피카소, 브라크 등과 함께 살았다. 그 후 1914년에 독일로 돌아왔다. 제1차 세계대전 이후 그는 11월 그룹의 일원으로 정치에 참여했다. 1919년 그는 막스 에른스트와 요하네스 테오도르 바르겔트와 함께 쾰른에서 첫 번째 다다 전시회를 개최했다. 1925년에 그는 추상-창조 그룹(Abstraction-Création)에 합류했다.
1925년 이후 프룬들리히는 주로 프랑스에서 거주하면서 활동했다. 독일에선 유대인 출신이었던 프룬들리히의 작품은 나치에 의해 타락한 것으로 간주되어 대중에게 공개할 수 없었다. 일부 작품은 나치의 타락한 예술 전시회에 압류되어 전시되었다. 그 중에는 그의 대표적인 조각품인 《신인류》(Der Neue Mensch)가 있었는데, 이 작품은 전시회 카탈로그의 표지 그림으로 사용되었다. 《신인류》(Der Neue Mensch)는 회수되지 않았으며 파괴된 것으로 추정된다. 그의 조각품 중 하나는 베를린에서 발굴 작업을 통해 회수되어 베를린 신 박물관에 전시되었다.

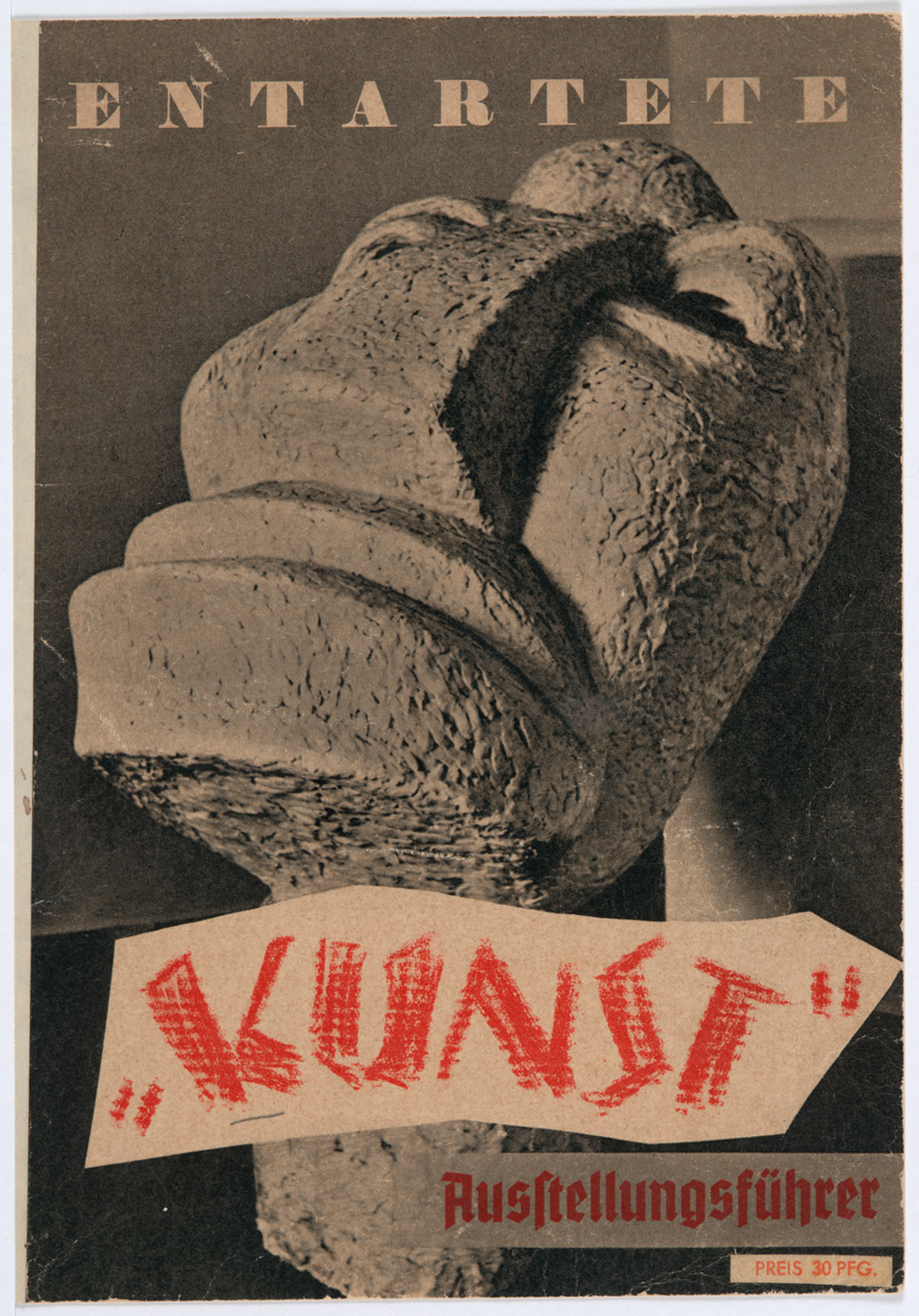
1937년, 타락한 예술 전시회의 표지를 장식한 《신인류》(Der Neue Mensch)

파리에 있는 동안 그는 자유 독일 예술가 연합(Union des Artistes Allemands Libres)의 회원이 되었다.
그는 1924년에 프랑스로 이주했고, 점령 기간 동안 아내와 함께 피레네산맥으로 이주했다. 프룬들리히는 비시 정권에 의해 수용되었지만 파블로 피카소의 영향을 받아 잠시 풀려났다. 1943년 그는 체포되어 마이다네크 강제수용소로 이송되었으며, 도착한 날 살해당했다.

## 기념
오토 프룬들리히는 나치에 의해 비난을 받은 이후 대체로 잊혀졌지만, 2012년에는 다큐멘터리 《시간이 걸린다(Das Geht Nur Langsam)》가 개봉되었다. 이 다큐멘터리는 세계 사회에 대한 그의 유토피아적 아이디어를 상징하는 조각품 거리를 유럽 전역에 건설하려는 그의 비전을 추적한다. 슈톨프에는 오토 프룬들리히를 기념하는 흉상이 세워져 있다.

## 작품

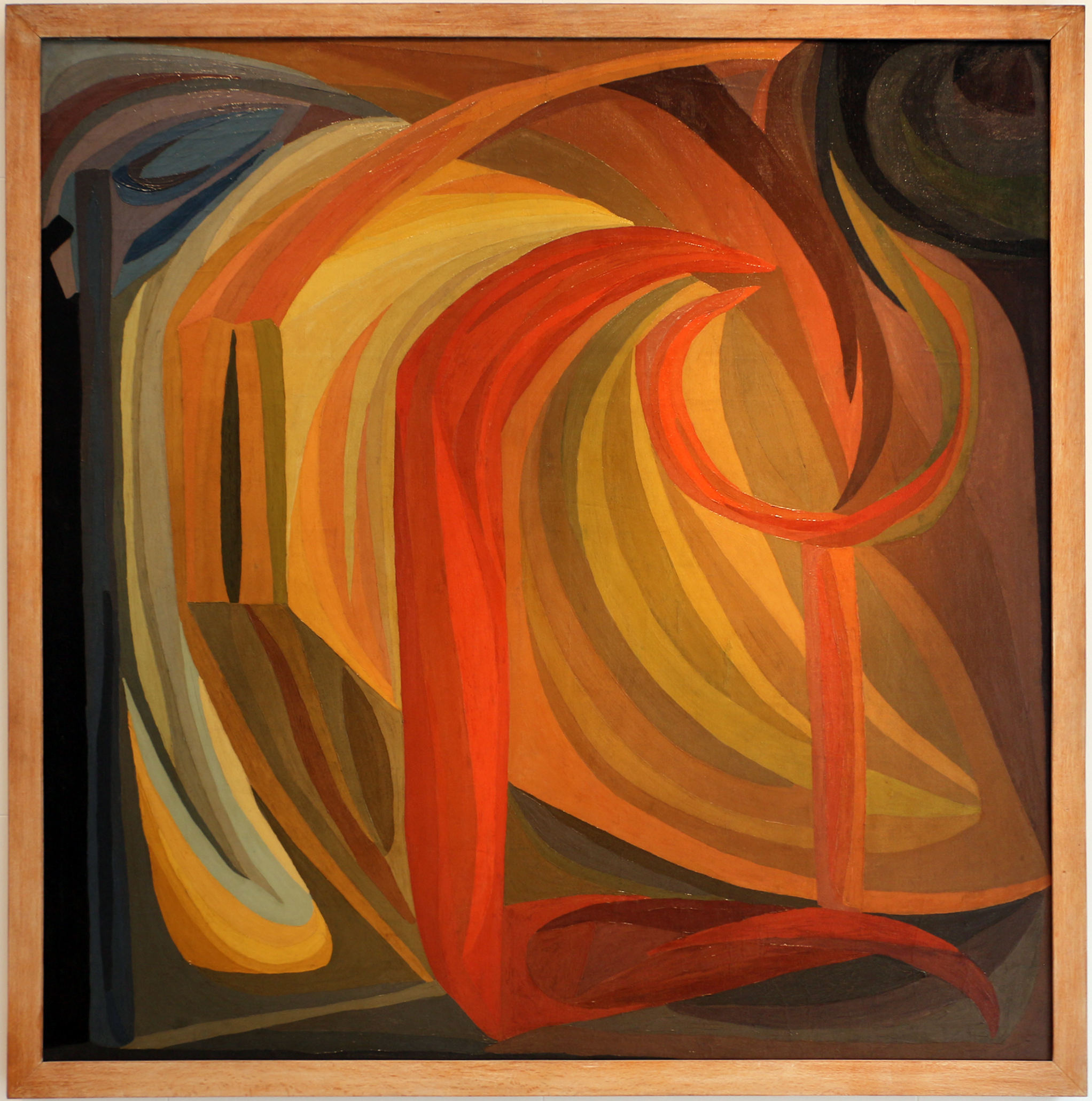
1911년작
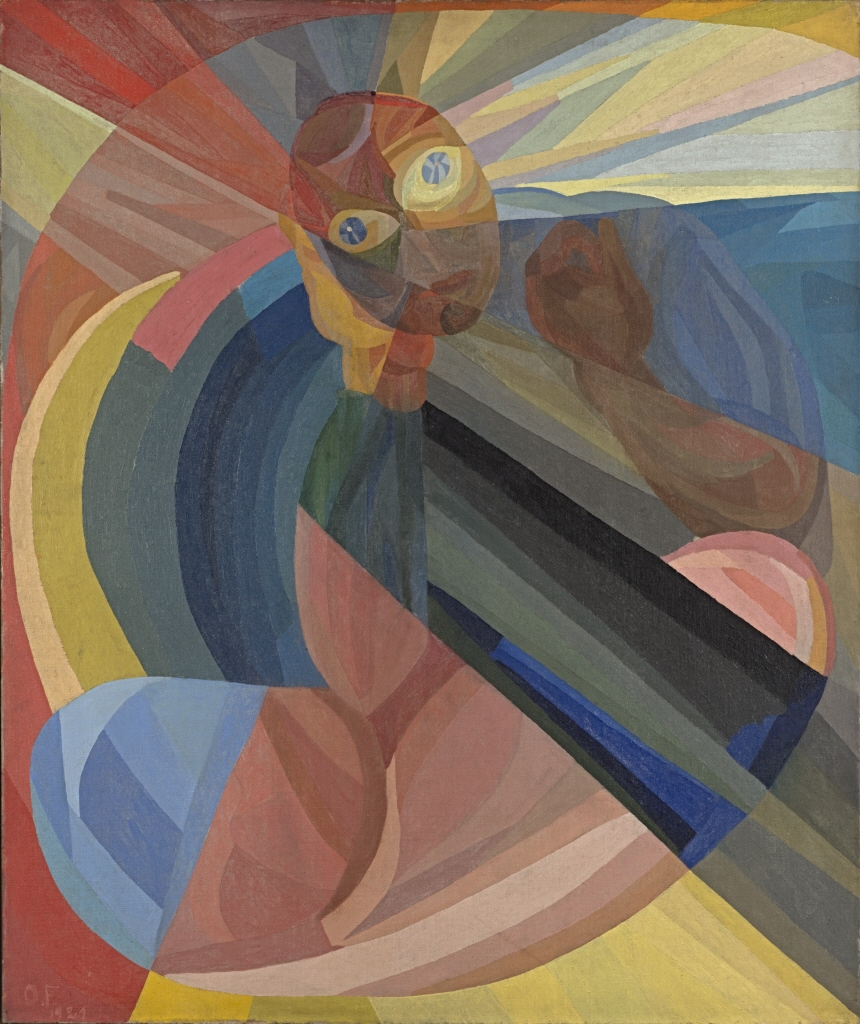
《어머니》, 1921년
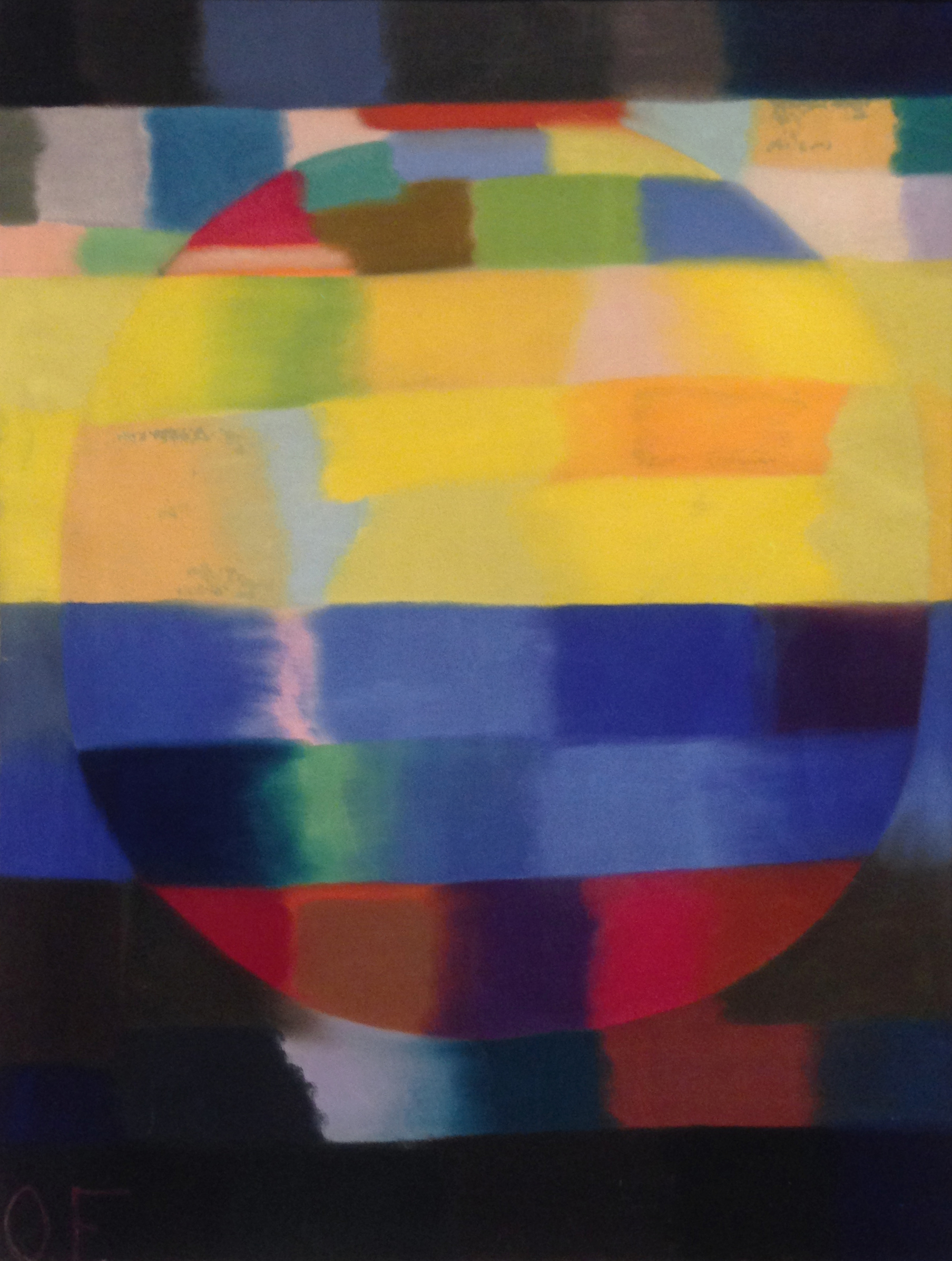
《구형체》, 1925년
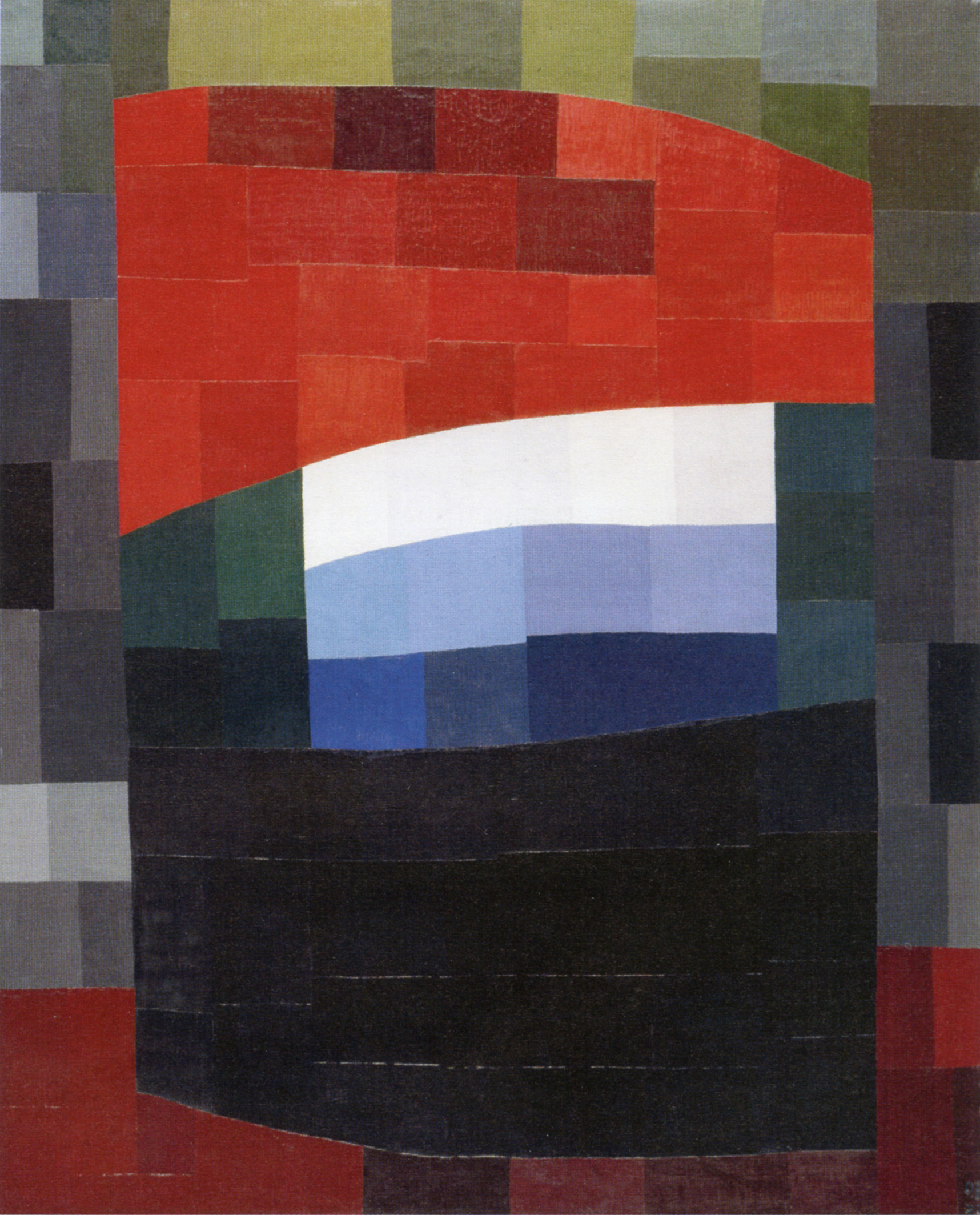
《나의 붉은 천국》(My red heaven), 1932년
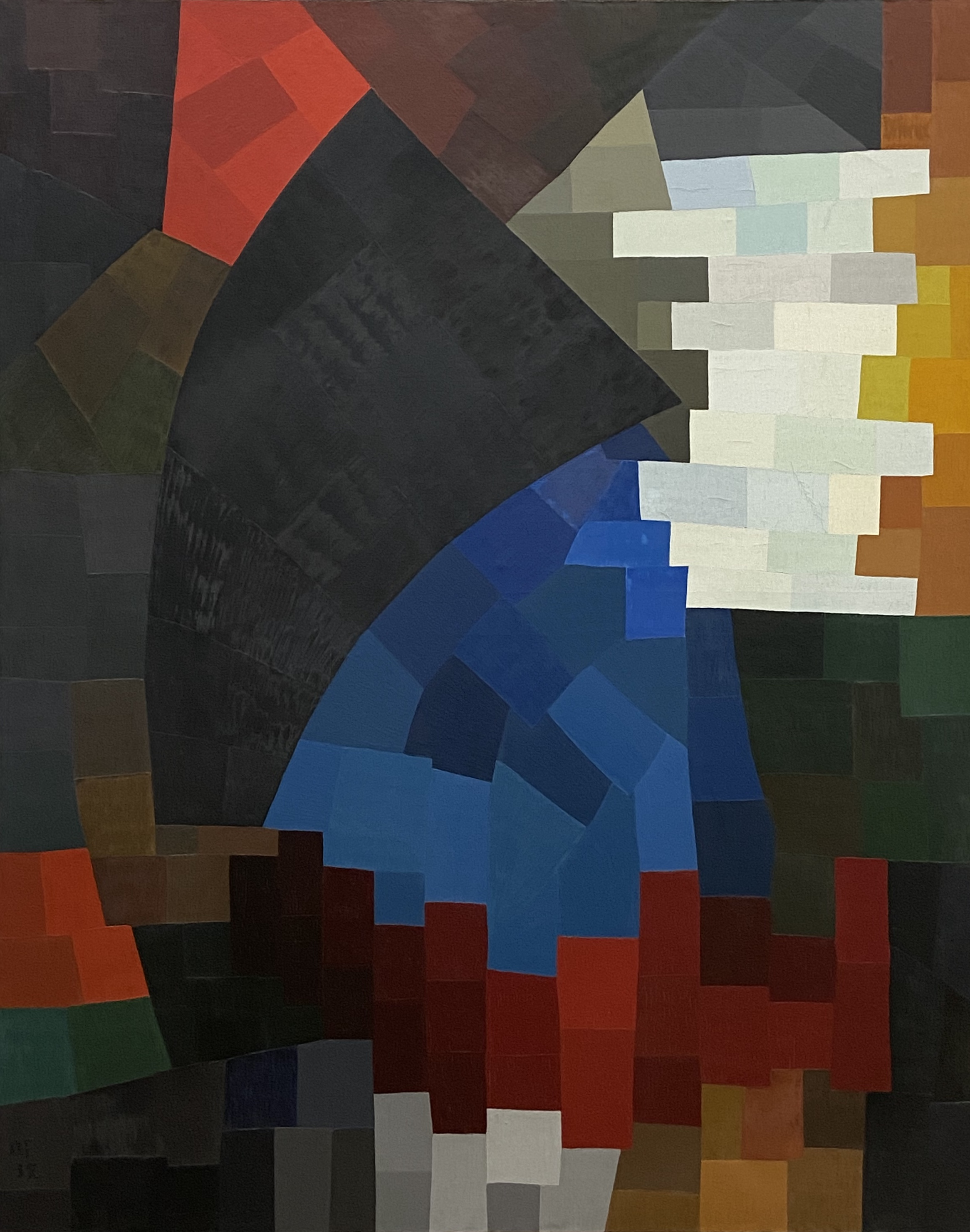
1932년작
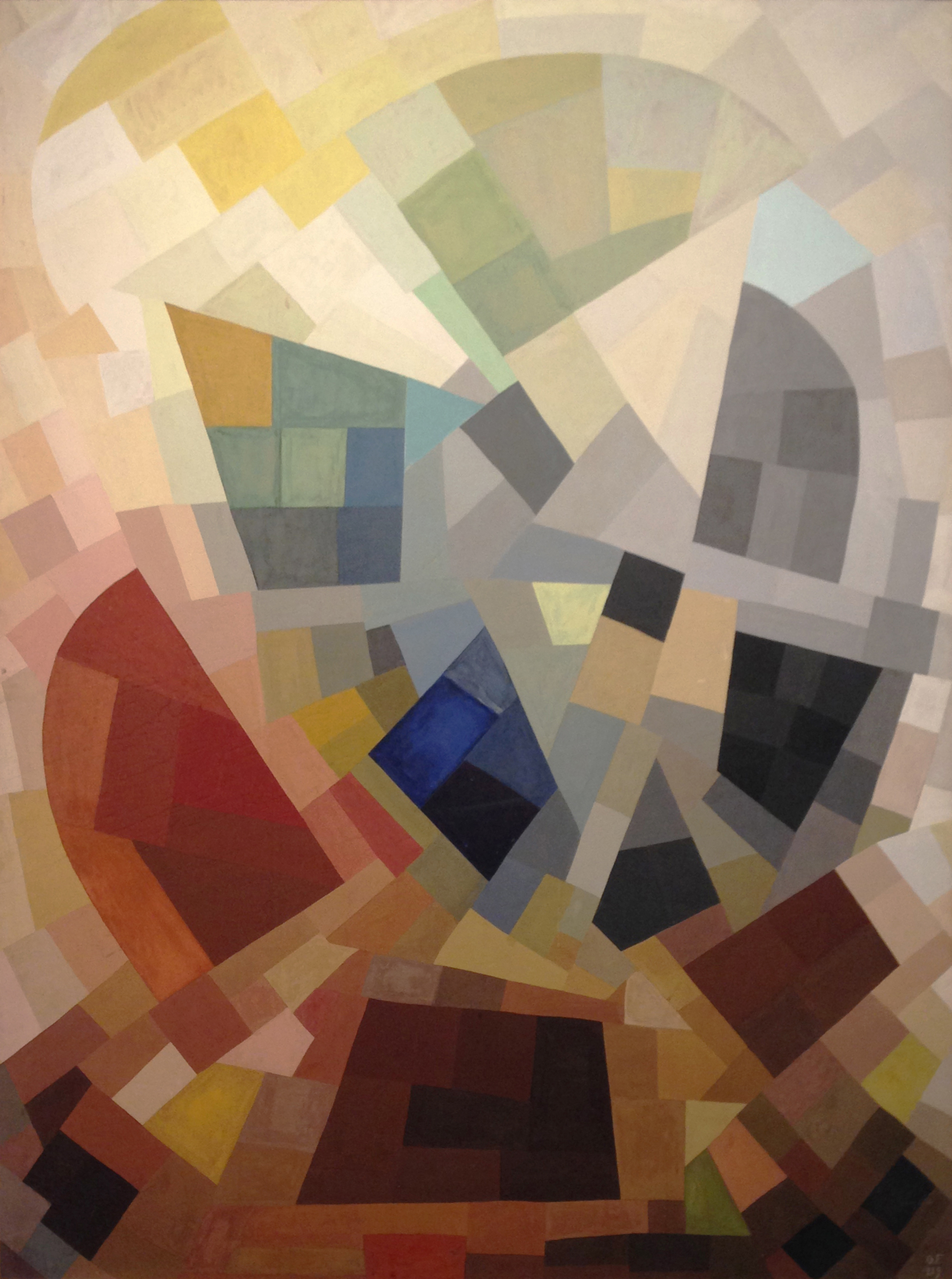
1939년작